# St. Elisabeth (Biedenkopf)

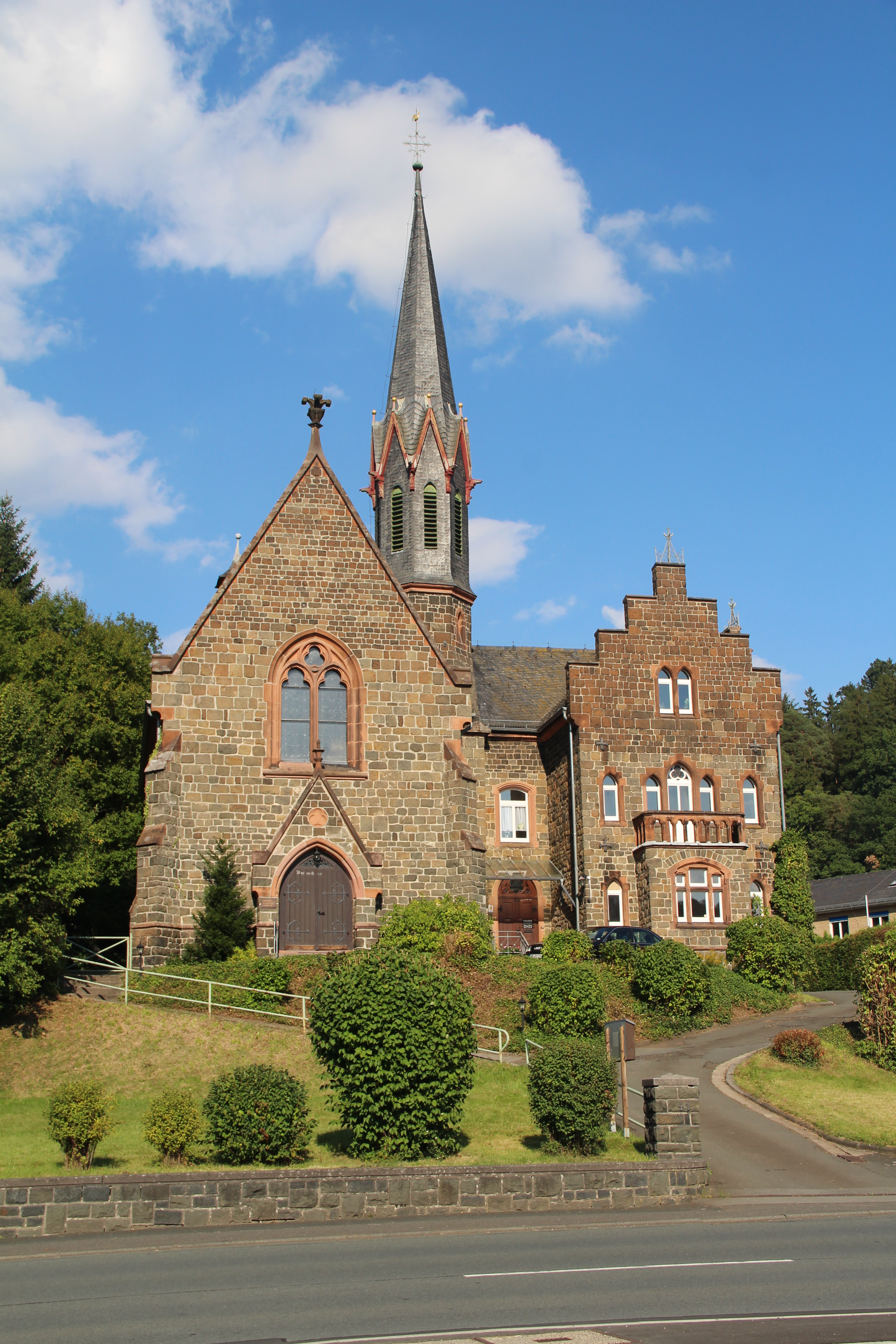
Elisabethkirche in Biedenkopf

Die Elisabethkirche ist die römisch-katholische Pfarrkirche der Stadt Biedenkopf im hessischen Landkreis Marburg-Biedenkopf. Seit 2018 bildet sie den Mittelpunkt der Pfarrei St. Elisabeth an Lahn und Eder im Bistum Limburg, die außerdem die ehemaligen Pfarreien St. Marien Battenberg (Eder), St. Josef Biedenkopf, Maria Himmelfahrt Breidenbach, Maria Königin Gladenbach und St. Johannes Nepomuk Bad Endbach/Hartenrod umfasst.

## Geschichte
Mit der Reformation war die mittelalterliche Stadtkirche Biedenkopf der evangelisch-lutherischen Kirchengemeinde übergeben. Erst ab 1872 konnte wieder eine katholische Messe gefeiert werden, und 1884 wurde eine selbstständige katholische Pfarrei gegründet, deren erster Pfarrer Guido Wilhelm Brühl wurde. Unter ihm wurde der bestehende Kirchenbau errichtet, dessen Grundsteinlegung am 17. Juni 1888 stattfand. Die Weihe der Kirche erfolgte am 19. November 1889, dem Festtag der hl. Elisabeth.

## Architektur
Die in Randlage des Ortes an der Hospitalstraße erhöht gelegene Elisabethkirche wurde als ein asymmetrisches, im örtlich anstehenden Diabasstein mit Sandsteingliederungen in neugotischen Formen ausgeführtes Bautenensemble konzipiert. Es besteht aus einer Saalkirche, dem parallel dazu errichteten Pfarrhaus und einem Verbindungstrakt mit zwischengeschaltetem oktogonalem Turmbau mit verschiefertem Steilhelm. Der Innenraum ist über Gurtbögen spitztonnengewölbt, die Apsis kreuzrippengewölbt. Der Altar enthält eine Darstellung des Rosenwunders der hl. Elisabeth.